# Porto Real
Porto Real là một đô thị thuộc bang Rio de Janeiro, Brasil. Đô thị này có diện tích 50,587 km², dân số năm 2007 là 15309 người, mật độ 302,6 người/km².